# Siły obrony terytorialnej
Siły obrony terytorialnej – są to jednostki (pododdziały, formacje) podporządkowane okręgom wojskowym i wojewódzkim sztabom wojskowym, przeznaczone do prowadzenia działań bojowych i wykonywania innych zadań specjalistycznych w systemie obrony terytorialnej. W skład sił obrony terytorialnej wchodzą: wybrane jednostki wojsk obrony wewnętrznej oraz jednostki obrony terytorialnej, wojsk inżynieryjnych (pontonowe, mostowe), inżynieryjno-budowlane, wojsk kolejowo-drogowych, szkolne i medyczno-sanitarne, a także pododdziały ochrony obiektów, regulacji ruchu, komend garnizonów i rejonów przeładunkowych, jak również formacje samoobrony zakładów pracy resortu obrony narodowej i obiektów garnizonowych.